# François Briatte
Pour les articles homonymes, voir Briatte.
François Briatte, né le 27 septembre 1805 à Lausanne et mort le 30 janvier 1877 à Lausanne, est une personnalité politique suisse.

## Biographie
De confession protestante, François Briatte est issu d'une famille française naturalisée suisse en 1805. Il obtient ainsi la bourgeoisie d'Échichens et de Schwaderloch. Il est le fils de Jean-Baptiste Briatte et de Louise Henriette Delom. Il épouse Elisa-Françoise-Charlotte Milliet. Après deux années passées à l'Académie de Lausanne entre 1820 et 1822, il fait des études d'agriculture à l'institut Fellenberg à Hofwil et de sylviculture en Allemagne et en France. Revenu en Suisse, il exerce comme inspecteur forestier de l'arrondissement des Alpes (1823), puis du Jorat (1831). Lieutenant-colonel dans l'Armée suisse, il est le commandant du 1er arrondissement (Vevey et Moudon) entre 1839 et 1845.

### Parcours politique
Député au Grand Conseil vaudois dès 1837, François Briatte se fait connaître pour ses opinions radicales parfois audacieuses. Il est également député à la Diète fédérale en 1839, de 1844 à 1845 et en 1848. Ayant joué un rôle important lors de la Révolution radicale de 1845, il entre logiquement le 14 février au gouvernement provisoire, puis au Conseil d'État le 3 mars. Il y est responsable, notamment, des départements militaire (de 1845 à 1847), militaire et des travaux publics (de 1852 à 1853 et en 1855), de justice et police (en 1849 et de 1858 à 1859), de l'intérieur (de 1850 à 1851 et de 1860 à 1861) et des finances (de 1856 à 1857). Il est en parallèle Conseiller aux États du 6 novembre 1848 au 1er mai 1853, du 21 janvier 1856 au 1er mai 1862 et du 4 juillet 1864 au 1er mai 1867. Conseiller d'État très impliqué, il sera très critiqué, d'un côté par l'aile gauche radicale, Jules Eytel à sa tête, et de l'autre par les libéraux. Eytel et les libéraux s'allient pour faire chuter le gouvernement en 1862. Évincé du Conseil d'État, manquant sa réélection au Grand Conseil en 1866, François Briatte se retire de la vie politique,,.